# Bourreria rekoi
Bourreria rekoi là loài thực vật có hoa trong họ Mồ hôi. Loài này được Standl. mô tả khoa học đầu tiên năm 1924.